# Mecanismo GIM
En teoría cuántica de campos, el mecanismo GIM (o mecanismo de Glashow–Iliopoulos–Maiani) es el mecanismo por el cual se suprimen las corrientes neutras que cambian el sabor. También explica que las interacciones débiles que cambian la extrañeza en 2 (transiciones ΔS = 2) están suprimidas pero las que cambian la extrañeza en 1 (transiciones ΔS = 1) están permitidas. El mecanismo fue propuesto por Sheldon Lee Glashow, John Iliopoulos y Luciano Maiani en su famoso artículo "Weak Interactions with Lepton–Hadron Symmetry" publicado en Physical Review D en 1970.
Cuando se propuso el mecanismo GIM, solo se conocían tres quarks (arriba, abajo y extraño). Glashow y James Bjorken predijeron un cuarto quark en 1964, pero había escasas evidencias de su existencia. El mecanismo GIM, sin embargo, requería de la existencia de un cuarto quark, por lo que normalmente se atribuye la predicción del quark encanto a Glashow, Iliopoulos, y Maiani.

## Mecanismo

### Corrientes neutras
La teoría de Cabibbo extendió la universalidad de las interacciones débiles, establecida previamente para leptones, a interacciones débiles entre quarks. Esto requería que en lugar del quark abajo apareciese una superposición de este con el quark extraño, dada por el ángulo de Cabibbo {\displaystyle \theta _{c}}:
{\displaystyle d'=d\cos \theta _{c}+s\sin \theta _{c}\,.}
De este modo se podía construir una corriente débil cargada que respetara el principio de universalidad:
{\displaystyle J_{\alpha }={\bar {\nu }}_{e}\gamma _{\alpha }(1-\gamma _{5})e+{\bar {\nu }}_{\mu }\gamma _{\alpha }(1-\gamma _{5})\mu +{\bar {u}}\gamma _{\alpha }(1-\gamma _{5})d'\,.}
Esta corriente aparecía en el lagrangiano de la teoría de Fermi para las interacciones débiles:
{\displaystyle {\mathcal {L}}_{F}={\frac {G_{F}}{\sqrt {2}}}J^{\alpha }J_{\alpha }^{\dagger }\,.}
El hecho de que la teoría de Fermi no fuera renormalizable llevó a la idea de que en realidad se tratara de una teoría efectiva, aplicable solamente a bajas energías, de la teoría final de las interacciones débiles. Glashow propuso una teoría en la que aunaba la interacción débil con el electromagnetismo en una teoría de Yang-Mills con grupo de simetría {\displaystyle SU(2)\otimes U(1)}. La teoría sustituía las interacciones de contacto entre las corrientes por interacciones mediadas por bosones de gauge masivos: el bosón cargado W que se acopla a las corrientes cargadas, y el bosón neutro Z que se acopla a las correspondiente corriente neutra. 
La parte hadrónica de la corriente cargada se puede reescribir en notación matricial como
{\displaystyle J_{\alpha }={\bar {q}}\gamma _{\alpha }(1-\gamma _{5})q}
utilizando
{\displaystyle q={\begin{pmatrix}u\\d\\s\end{pmatrix}}\qquad \mathrm {y} \qquad C={\begin{pmatrix}0&\cos \theta _{c}&\sin \theta _{c}\\0&0&0\\0&0&0\end{pmatrix}}\,.}
La corriente cargada y su conjugada son proporcionales a los operadores {\displaystyle C} y {\displaystyle C^{\dagger }}de subida y bajada del grupo {\displaystyle SU(2)} de isospín débil. La corriente neutra, por su parte, es proporcional al tercer generador del grupo,
{\displaystyle T_{3}={\frac {1}{2}}[C,C^{\dagger }]={\frac {1}{2}}{\begin{pmatrix}1&0&0\\0&-\cos ^{2}\theta _{c}&-\sin \theta _{c}\cos \theta _{c}\\0&-\sin \theta _{c}\cos \theta _{c}&-\sin ^{2}\theta _{c}\end{pmatrix}}\,.}
Los términos fuera de la diagonal de la matriz indican la existencia de interacciones neutras capaces de cambiar el sabor de los quarks a primer orden. Sin embargo, tales interacciones eran incompatibles con los resultados experimentales.

### El cuarto quark
El problema de las corrientes neutras que cambian el sabor fue resuelto por Glashow, Iliopoulos, y Maiani mediante la introducción de un cuarto quark, que sería conocido como {\displaystyle c} o encanto. Este quark interviene en la corriente cargada, por el principio de universalidad, acoplado al quark extraño. Pero como ya sucedía en el caso del quark abajo, el extraño se sustituye por una superposición de quarks:
{\displaystyle s'=s\cos \theta _{c}-d\sin \theta _{c}\,.}
Así, la corriente hadrónica cargada es
{\displaystyle J_{\alpha }={\bar {u}}\gamma _{\alpha }(1-\gamma _{5})d'+{\bar {c}}\gamma _{\alpha }(1-\gamma _{5})s'={\bar {q}}\gamma _{\alpha }(1-\gamma _{5})Cq\,,}
donde
{\displaystyle q={\begin{pmatrix}u\\c\\d\\s\end{pmatrix}}\qquad \mathrm {y} \qquad C={\begin{pmatrix}0&0&\cos \theta _{c}&\sin \theta _{c}\\0&0&-\sin \theta _{c}&\cos \theta _{c}\\0&0&0&0\\0&0&0&0\end{pmatrix}}={\begin{pmatrix}0&U\\0&0\end{pmatrix}}\,,}
siendo la submatriz {\displaystyle U} una matriz unitaria, conocida como matriz de Cabibbo.
La incorporación del nuevo quark afecta a la existencia de corrientes neutras que cambien el sabor de los quarks. En primer lugar, elimina dichas corrientes a primer orden al asegurar que el   generador del grupo de isospín débil sea diagonal:
{\displaystyle T_{3}={\frac {1}{2}}[C,C^{\dagger }]={\frac {1}{2}}{\begin{pmatrix}1&0&0&0\\0&1&0&0\\0&0&-1&0\\0&0&0&-1\end{pmatrix}}\,.}

Desintegración del mesón K^{0} a dos muones, ejemplo de una corriente neutra que cambia el sabor, suprimida por el mecanismo GIM.
Arriba: uno de los diagramas de Feynman que contribuye a la amplitud, que contiene un quark arriba como línea interna.
Abajo: otro diagrama de Feynman, en el que se sustituye el quark arriba por un quark encanto. La amplitud tiene signo opuesto y cancela al anterior.

En segundo lugar, el quark del mecanismo GIM también suprime muy fuertemente las corrientes neutras que cambian el sabor a un loop: estas corrientes están descritas por un diagrama de Feynman "tipo caja" con un bucle formado por dos bosones W y quarks, como en la figura adjunta. En la teoría electrodébil original, el quark del bucle solamente podía ser el {\displaystyle u} (diagrama superior), y no se produce cancelación entre diagramas. Sin embargo, con el quark encanto, por cada diagrama que contiene una línea interna {\displaystyle u} aparece otro con una línea interna {\displaystyle c} (diagrama inferior) con una contribución a la amplitud igual pero de signo opuesto (debido al signo menos que hay entre {\displaystyle s'} y {\displaystyle d}). En el límite en el que todos los quarks carecen de masa, la cancelación es exacta. Pero debido a la ruptura de simetría, las corrientes neutras que cambian de sabor están muy suprimidas.

## Extensión a más generaciones
Para evitar la aparición de corrientes neutras que cambien el sabor, la matriz {\displaystyle C} de la corriente cargada debe contener contener como submatriz a una matriz unitaria {\displaystyle U} que transforme los autoestados de la interacción fuerte a autoestados débiles. Esto solo es posible, reteniendo la universalidad, si cada generación contiene un quark tipo {\displaystyle u} y un quark tipo {\displaystyle d}.
El mecanismo GIM no impone ninguna restricción sobre el contenido en leptones de cada generación. Sin embargo, para eliminar la anomalía axial y asegurar que la teoría electrodébil sea matemáticamente consistente, es necesario que cada generación contenga las cargas eléctricas correspondientes a quarks y leptones: las generaciones deben ser completas.
El descubrimiento de la partícula tau en 1975 indicó la existencia de una tercera generación de fermiones, a la que se unirían el quark fondo dos años después y el quark cima en 1995. Pero la existencia de una tercera generación ya se había predicho en 1973 para explicar la observación de la violación CP: era necesario que la matriz {\displaystyle U} contuviera entradas complejas que dieran lugar a una fase CP, pero una matriz unitaria 2×2 como la matriz de Cabibbo siempre se puede expresar como una matriz real en una base adecuada. La aparición de una fase compleja requiere al menos de una matriz unitaria 3×3, la matriz CKM, que acomoda tres generaciones de quarks.